# Mala yerba (película de 1991)
Mala yerba es una película española de comedia estrenada en 1991, dirigida por José Luis Pérez Tristán y protagonizada en los papeles principales por Rafaela Aparicio y Quique Camoiras entre otros.
La película está basada en la obra teatral homónima de Rafael Mendizábal publicada en 1990.

## Sinopsis
Rafaela se traslada a Madrid con Begoña, su nieta, para intentar sacar a Ricky, su otro nieto, de la cárcel ya que fue detenido por tráfico de drogas. Para conseguirlo busca a dos compinches de su nieto, dos hermanos de muy distinto carácter, y se instala en su casa.

## Reparto
- Valeriano Andrés como Javier.
- Rafaela Aparicio como Rafaela.
- Emma Ozores como Begoña.
- Alejandro Balagueró como Ricky.
- Quique Camoiras como Macias.
- Rafael Castejón como Sargento.
- Curro Castillo como Locutor.
- Paco Catalá como Chófer.
- María Fernanda D'Ocón como	Monja.
- Adriano Domínguez como Especulador.
- Luis Hostalot como	Dimas.
- Aurora Redondo
- Eduardo del Hoyo como Juan.
- Emilio Laguna
- Eduardo MacGregor